# イワミツバ
イワミツバ (Aegopodium podagraria) は、日陰に生えるセリ科の草本の一つ。
春の柔かい葉は三つ葉に似ていて、食用にされる。また痛風や関節リウマチの治療用にも用いられる。古代ローマによってイングランドに、修道士によって北ヨーロッパに伝えられたと言われている。
地下の根で急速に地上の広い範囲に広がるため、いくつかの地域ではこの植物では最悪の雑草と見なされている。変種は観葉植物として育てられる。またチョウ目の昆虫の幼虫の餌となっている。

## ギャラリー

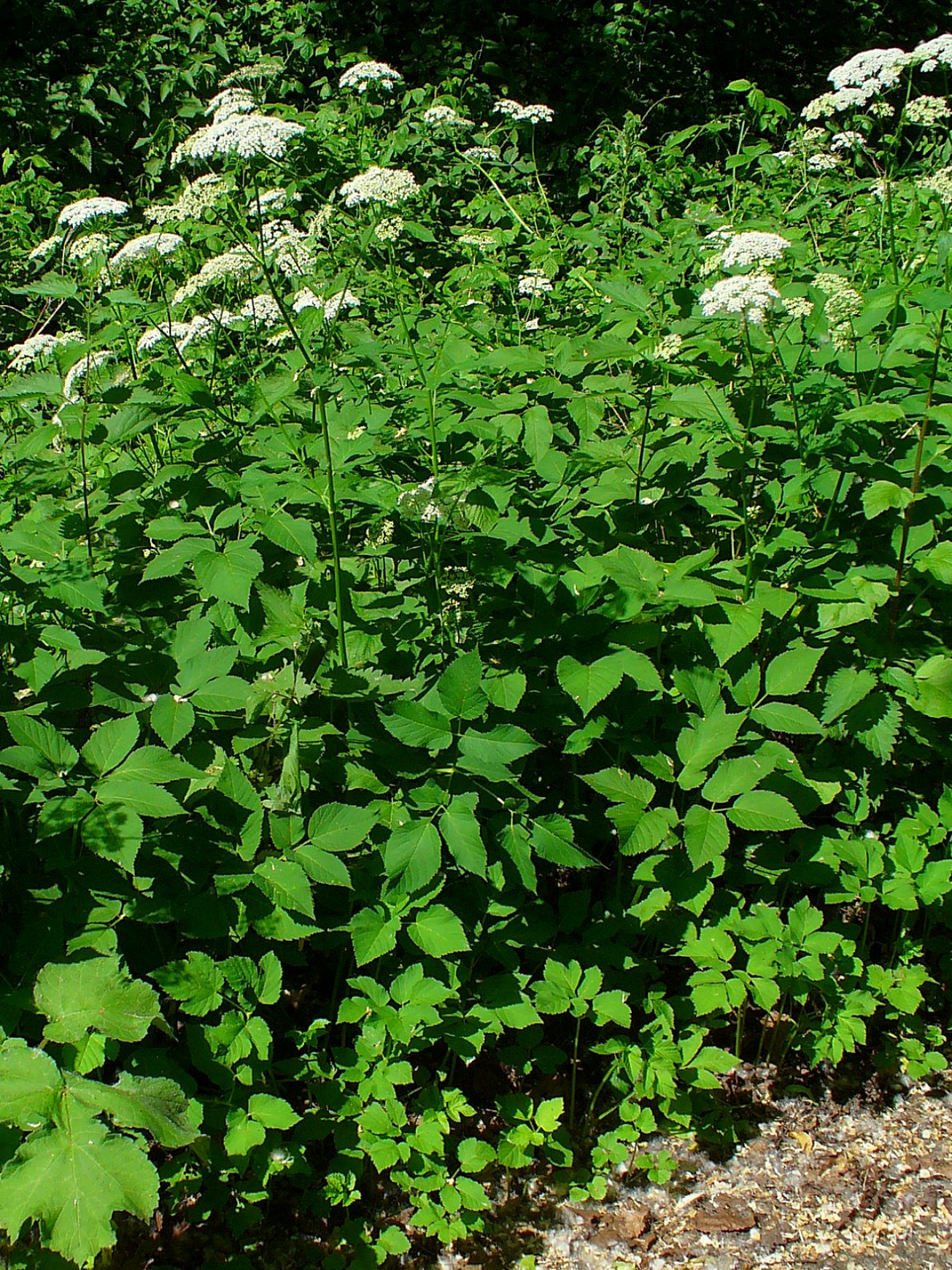
生育の状態
ドイツでの生育状態
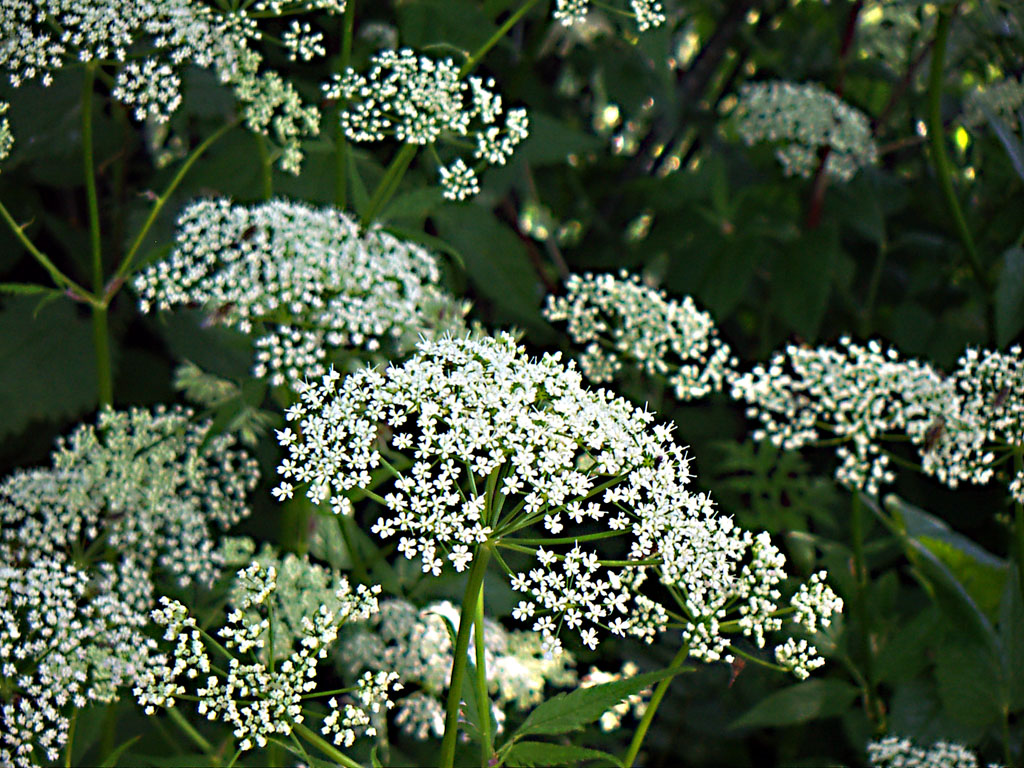
花序
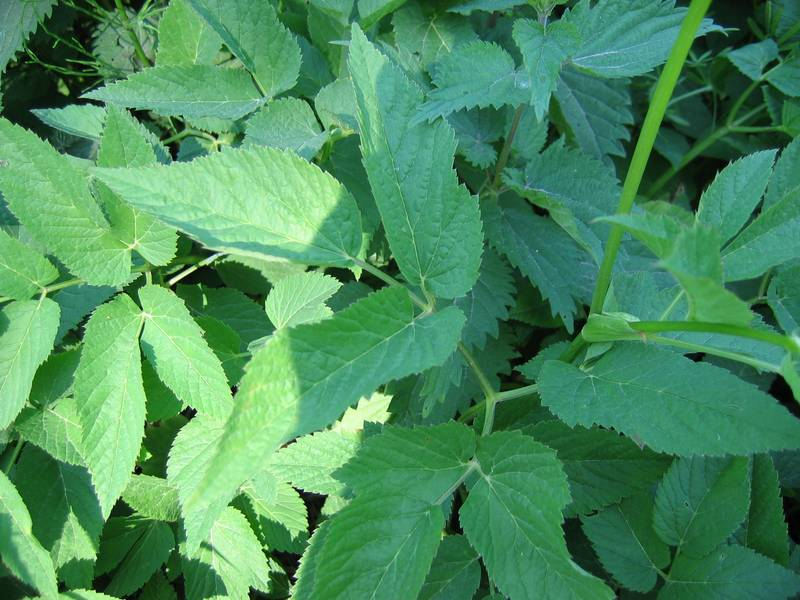
葉
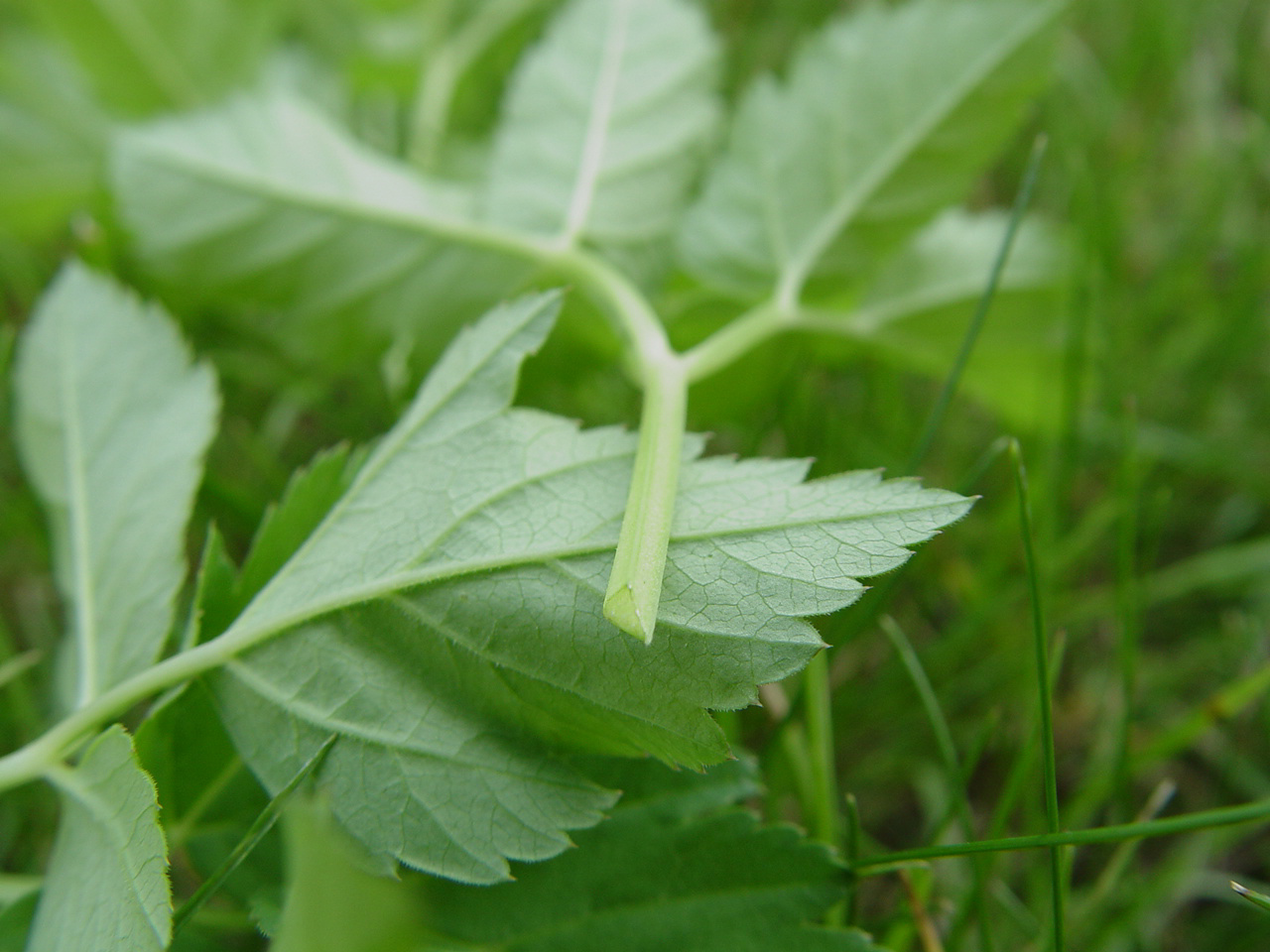
葉柄の断面
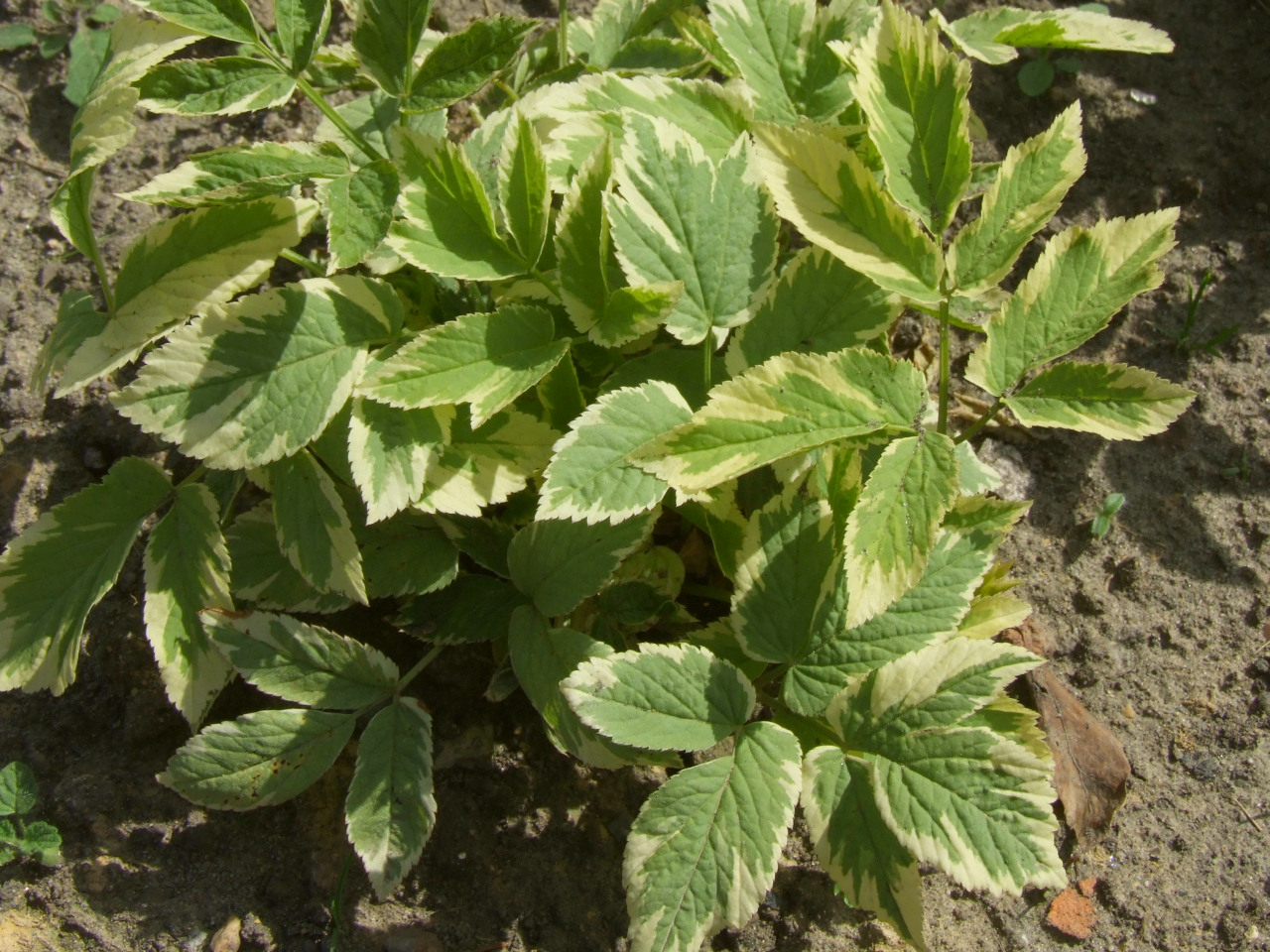
斑入りの栽培品種